# Howard Bluestein
Howard Bruce Bluestein est un météorologue de recherche connu pour ses travaux en météorologie à méso-échelle, en conditions météorologiques extrêmes et en radar météorologique. Il est un acteur majeur des expériences VORTEX. Originaire de la région de Boston, il a obtenu son doctorat du Massachusetts Institute of Technology (MIT) en 1976 et est depuis professeur de météorologie à l'université de l'Oklahoma (OU).

## Biographie
Howard Bluestein est originaire de Boston. Il a obtenu une maîtrise en météorologie et en génie électrique en 1972 et un doctorat en météorologie en 1976 du Massachusetts Institute of Technology (MIT),. Sa thèse de maîtrise était « Prédiction de la configuration des nuages vus par satellite à l'aide de transformations de Fourier » et celle de doctorat portait sur la « Déformation à l'échelle synoptique et bandes de nuages tropicaux »,.
Durant ses études doctorales, il a rencontré le directeur du National Severe Storms Laboratory (NSSL) qui a vu son intérêt pour les phénomènes météorologiques violents et lui suggéra de venir à Norman (Oklahoma) pour étudier les orages. Il a ainsi rejoint en 1976 l'École de météorologie de l'Université de l'Oklahoma (OU) où il est éventuellement devenu professeur. Il a aussi tout de suite collaboré avec le NSSL, qui travaillait alors sur le développement du radar météorologique Doppler pour étudier les précipitations, et s'est joint aux chasseurs d'orages qui fournissent une « vérité terrain » par leurs observations.
Les intérêts de recherche de Bluestein ont porté sur l'observation et la compréhension physique des phénomènes météorologiques de la méso-échelle à l'échelle synoptique incluant l'utilisation de radars et lidars Doppler au sol et aéroportés pour sonder le champ de vent des forts orages afin de comprendre leur structure et leur comportement ainsi que la structure de la convection dans les ouragans. À l'échelle synoptique, il s'intéresse au comportement du courant-jet subtropical, des cirrus subtropicaux, etc. ainsi qu'à la prévision météorologique et la prévision immédiate.
En 1980, Bluestein a rencontré Al Bedard du Wave Propagation Laboratory du Colorado qui travaillait au développement d'un instrument à mettre sur le chemin d'une tornade. Cet instrument pouvait mesurer la température, la pression, la direction et la vitesse du vent, ainsi que l’humidité. Appelé TOTO, pour Totable tornado observatory en hommage au chien de Dorothy dans Le Magicien d'Oz, l'instrument se révéla difficile d'utilisation dans les conditions de chasse aux tornades rencontrés par Bluestein,. À la fin des années 1980, avec ses étudiants et son collègue Joshua Wurman, il a commencé à utiliser un radar Doppler mobile pour détecter les orages violents contenant des tornades, ce qui se révéla plus utile.
Comme chercheur et chasseur d'orage, il a documenté plus de 100 tornades, la plus notable s'est produite le 26 avril 1991 dont les  vents estimée au radar étaient de 280 milles par heure (451 km/h), ce qui en faisait la première tornade F5 officiellement mesurée in situ. En effet, jusqu'à ce que ces données réelles soient obtenues, seules des preuves indirectes suggéraient que les vents des tornades pouvaient atteindre ces vitesses,.

## Notoriété
Bluestein a été professeur de la chaire  universitaire George Lynn Cross à l'OU. Il a fait partie du comité directeur et chercheur principal de VORTEX2, dont la phase in situ s'est déroulée de 2009 à 2010. Il est membre de l'American Meteorological Society (AMS), a été président de l'UCAR (University Corporation for Atmospheric Research), membre du Comité d'évaluation des programmes scientifiques de la Conseil national de la recherche des États-Unis.
Il a également été rédacteur associé de l'AMS au Monthly Weather Review et membre du comité de l'AMS sur la météorologie radar. Il a témoigné devant un sous-comité du Congrès sur l'éruption de tornades de l'Oklahoma du 3 mai 1999.